# Giovanna Milana
Giovanna Elisa Milana, coniugata Day (13 giugno 1998), è una pallavolista statunitense, schiacciatrice delle Red Rockets Kawasaki.

## Carriera

### Club
La carriera di Giovanna Milana inizia nei tornei scolastici del Michigan, partecipando con la Romeo HS. In seguito è di scena nella lega universitaria NCAA Division I, alla quale partecipa prima con la Maryland (2016-2017) e poi con la Baylor (2018-2019).
Nella stagione 2020-21 inizia la carriera da professionista in Ligue A, ingaggiata dal Venelles, vincendo la Coppa di Francia dell'annata precedente, che non era stata terminata a causa della pandemia di COVID-19 in Francia; al termine degli impegni con la formazione francese, partecipa a Porto Rico alla Liga de Voleibol Superior Femenino 2021, indossando la casacca delle Sanjuaneras de la Capital. Nella stagione seguente approda alla Libertas Martignacco, partecipando alla Serie A2 italiana, dove è di scena anche nell'annata 2022-23, ma vestendo la maglia del Talmassons.
Nel campionato 2023-24 gioca per le Red Sparks, e, al termine degli impegni nella V-League sudcoreana (in cui viene anche premiata come miglior schiacciatrice), si trasferisce in Indonesia, partecipando alla Proliga 2024 con il Jakarta Pertamina; lascia il club prima della conclusione del torneo a causa di un infortunio. Torna poi in patria per prendere parte alla quarta edizione dell'Athletes Unlimited e alla prima della League One Volleyball, indossando la casacca della LOVB Atlanta.
Nella stagione 2025-26 viene ingaggiata dalle Red Rockets Kawasaki, nella SV.League giapponese.

## Palmarès

### Club
- Coppa di Francia: 1

2019-20

### Premi individuali
- 2019 - NCAA Division I: Waco Regional All-Tournament Team
- 2024 - V-League: Miglior schiacciatrice